# Brooke Baker

## Uppdiktad karaktärsbiografi
Brooke Penelope Baker (tidigare Davis) föddes i New Brunswick County Hospital i Tree Hill, North Carolina av föräldrarna Richard Edgar Davis och Victoria Anne Montgomery den 4 december 1989.

### Säsong 1
Brooke Davis visas som en rik, populär och lösaktig första hejaklacksledare på Tree Hill High. Hon förekommer första gången i episod 1.02, som Peyton Sawyers (Hilarie Burton) bästa vän sedan sistnämndas mamma dog när de var nio. I början är hennes galna upptåg ansvariga för mycket av den komiken i serien.
Hon fattar tycke för Lucas Scott (Chad Michael Murray), och börjar flörta med honom på sitt vanliga vis. Lucas tar det inte som att hon vill ha ett förhållande med honom. En natt, efter att Peyton blir drogad på en fest, ringer Brooke efter Lucas för hjälp. Och medan de tar hand om en medvetslös Peyton ser Lucas en helt ny sida av Brooke och han inser att det kan verka som att hon bara bryr sig om att ha det roligt, men hon kan vara omtänksam och bry sig också.
Lucas och Brooke börjar dejta efter den här natten. Men halvvägs in i det nya förhållandet inser Lucas att hans känslor för Peyton är för starka för att ignoreras och vice versa och de två startar en hemlig affär. Men Brooke får snart reda på detta, och hon blir både mycket arg och hjärtekrossad. Ursinnig och förrådd, avslutar Brooke förhållandena med båda två. Peyton som känner sig skuldmedveten efter att ha förrått sin bästa vän, gör slut med Lucas, men detta gör inte alls att Brooke känner sig lugnare för att hon känner sig totalt bedragen av Peyton. Brooke trodde också att hon var gravid efter sitt uppbrott. Lucas sa att han skulle vara där för henne men hon avvisade honom. Under ett gräl får Brooke graviditetsresultaten. Hon ljuger då och låtsas vara gravid när det visar sig att hon inte är det, bara för att straffa honom för att han var otrogen med hennes bästa vän och för att han nyss kallat henne för en slampa. Senare berättar hon för Lucas att hon ljög och genom detta når hon sitt mål, vilket är att Lucas ska vara lika sårad som hon är. Mot slutet av säsongen, när Lucas också sårade Peyton genom att vara med Nicki, en kvinna (som han träffade på en bar) som visade sig vara Jake Jagielskis ex och Jennys mamma, bestämmer sig Brooke för att försöka fixa saker och ting med Peyton. De två begravde stridsyxan och i säsongsfinalen lurade de tillsammans Nicki att Jake hade tagit med Jenny till Seattle.

### Säsong 2
I början av säsong två går Brooke igenom en radikal förändring när hennes familj genomgår en ekonomisk kris. De får behålla huset men de måste sälja det mesta av värdeföremålen inne i det. Detta påverkar Brooke eftersom hon var känd som den rika flickan och festtjejen men nu kanske hon inte är kapabel att vara någon av dem. Gnistor flyger mellan Brooke och Felix Taggaro (Tree Hill Highs nya elev), och efter inledande flörtande börjar de två ha ett "friends with Benefits"-förhållande, vilket är ett förhållande endast baserat på sex. Men Felix vill snart ta saker och ting längre och även om hon är rädd för att han ska krossa hennes hjärta, säger hon ja till att börja dejta. Senare berättar Mouth för Brooke att han också är kär i henne, men hon ser honom endast som en lillebror och fortsätter dejta Felix. En full och besviken Mouth krossar vindrutan på Brookes bil. Brooke, som tror att Felix gjorde detta, gör slut med honom men endast för en kort stund. Lucas vill också vara hennes pojkvän, men när han går till henne för att berätta detta ser han Brooke och Felix tillsammans precis när Felix har berättat för henne att hans känslor är äkta.
Brooke bestämmer sig därefter för att försöka bli elevrådsordförande, och hon får "tävla" emot elever som är studerar mer, jobbar hårdare och är mer erfarna än hon. Brooke ger sig inte, inte ens i ansiktet av snuskig politik av en viss Erica Marsh (Katherine Bailess), och hon vinner kampen om att bli elevrådsordförande efter att Mouth håller ett rörande rekommendationstal för en fullsatt föreläsningssal för henne. Hon blir snabbt därefter vän med Mouth igen, och också med Erica som hon tycker synd om, för det visar sig att Erica inte har några vänner. Då får Brooke reda på att hennes föräldrar ska flytta till Kaliforninen eftersom hennes pappa har fått ett nytt jobb. Brooke är chockerad när hon får reda på överraskningen Lucas har hittat på för hennes skull: Karen har övertalat Brookes föräldrar att hon får bo hos henne i Lucas rum tills december, eftersom Lucas bor hos Dan. Inte bara det, Lucas har också flyttat alla hennes saker in i sitt rum. Brooke får också reda på att det var Felix som skrev ordet 'DYKE' (flata) på Peytons skåp i skolan och gör omedelbart slut med honom. Peyton slår dock tillbaka genom att skriva 'DYKE' på hennes t-shirt för att bevisa för alla att hon kan klara av det, men blir tillsagd att ta av den genast. Han blir utsparkad från Tree Hill High efter det han gjorde och hans familj sänder iväg honom till military school. Till slut kommer sommaren och precis innan Brooke ska åka till Kaliforninen förklarar Lucas att han har riktiga känslor för henne.

### Säsong 3
När tredje säsongen börjar inser Brooke att djupt inne har hon haft känslor för Lucas sedan hon först träffade honom. Men hon kommer också ihåg hur hemskt allt blev förra gången och är rädd för att bli sårad igen. Hon bestämmer att de kan dejta, men ej exklusivt. Men de har ett problem: Lucas vägrar att dejta andra tjejer. Så Brooke introducerar en 'fantasi-pojk-växling' och råkar genom en olyckshändelse sätta ihop honom med Rachel Gatina (Danneel Harris), en ny hejaklacksledare som hon är avundsjuk på. De två slåss om Lucas, och de hamnar till och med i ett catfight mitt i hejaklacken. Men trots Rachels tappra försök avvisar Lucas henne och säger till henne att han fortfarande älskar Brooke. Brooke däremot, som tror att hon har förlorat sin chans med Lucas, blir full och ligger med Chris Keller, och för att göra det värre kommer Lucas in i rummet och ser dem i sängen tillsammans. När hon inser att om hon bara hade förklarat sina känslor och berättat för Lucas att hon älskar honom skulle allt ha varit bra. Så hon ger honom de 82 brev som hon skrev till honom under sommaren men aldrig skickade. Lucas förlåter henne och de blir tillsammans. 
Hon utvecklar också en klädlinje som hon kallar Clothes Over Bros, och hon gör Haley James Scotts bröllopsklänning. Men när Peyton avslöjar att hon har känslor för Lucas vilket bringar tillbaka kärlekstriangeln, blir Brooke rasande ännu en gång, och avslutar prompt vänskapen med en tårögd Peyton. På bröllopet mellan Nathan och Haley har saker och ting inte blivit ljusare och det är lätt för alla att se, och speciellt för Lucas, att Brooke är väldigt upprörd, speciellt på Peyton. Brooke säger till honom att han inte ska umgås eller prata med Peyton längre. När Lucas och Brooke dansar tillsammans råkar Lucas säga att han och Peyton kysstes under skolskjutningen, och detta sårar Brooke ännu mer och hon lämnar honom.

### Säsong 4
Brooke gör slut med Lucas, eftersom hon kände att han inte brydde sig tillräckligt mycket om deras förhållande. På sin artonde födelsedag ser hon Peyton och Lucas på köpcentret tillsammans. Hon vet inte att de väntade på henne och antar därför att de är tillsammans. Brooke börjar senare dejta en man som heter Nick som Rachel fixade ihop henne med - liksom Peyton en 23 år gammal kläddesigner - men han avslöjas snart vara den nya engelskläraren på Tree Hill High. Men de fortsätter dejta i hemlighet. Rachel får till slut reda på detta och säger till Brooke att Nick stötte på henne. Brooke konfronterar honom och han förnekar det, och hon avslutar sin vänskap med Rachel. Hon får sen reda på att han var otrogen mot henne med en av hennes modeller så hon gör slut med honom och fixar ihop det igen med Rachel. Brooke tänker då på hur hon slutade saker och ting med Lucas. Hälften av det var ju av agg och frustration mot Peyton, så hon frågar Lucas om han vill vara hennes dejt till säsongens basket-bankett. Men när de båda lyssnar på när Whitey talar om sin kära avlidna fru, inser de att deras förhållande är slut och blir vänner igen. Efter statsfinalspelet, inser hon att Peyton är den person som Lucas vill vara med och uppmuntrar honom, medan hon fortfarande har kvar känslor för honom.
Rachel låtsas senare behöva Haleys handledarlektioner så att de kan stjäla svaren till ett mattetest till Brooke, som håller på att inte bli godkänd i det. De blir tagna på bar gärning och låtsas ha värvat Clean Teens som sitt alibi. Där träffar hon Chase Adams, en oskuldsfull och attraktiv Clean Teen, som också har blivit bedragen av sin älskare och bästa vän och de tar sig långsamt tillbaka till kärleken tillsammans. Under ett klassarbete avslöjar Brooke för Chase att hon fuskade på ett mattetest och att hon inte tycker hon är bra eller talangfull nog för honom. Han berättar för henne att hon är bra nog, och att allt hon behöver göra är att sluta ljuga och bara vara sig själv. De kysser varandra och startar ett nytt förhållande tillsammans. Veckan därpå går Brooke och Chase till ett evenemang i Nathans hus. Tyvärr är det vid detta tillfället som Brookes lösaktighet visar sig ännu en gång. Ett band som är betitlat "Nathan Scores" visades, de tror att det var han spelande basket, men det visar sig vara Brooke och Nathan som är fulla och har sex. Efter att bandet stoppats börjar Brooke be om ursäkt till Peyton, men är snabbt avbruten av att Peyton slår henne i ansiktet vilket slutar med att hon har en blåtira på balen. På grund av bandet är många människor arga på Brooke. Den första är förstås Haley. Hon önskar att Brooke hade berättat för henne om bandet tidigare. Nästa är Peyton. Hon är arg för att Brooke totalt slängde ut henne ut sitt liv för att hon var ärlig om sina känslor när hon kände att Brooke aldrig var ärlig mot henne. Hon berättar för Brooke hur mycket det sårade henne när Brooke gjorde sig lustig över hennes mammas död. Peyton sa att Brooke var död i hennes ögon. Peyton tar en markeringspenna som lyser i neonljus och skriver 'WHORE' (hora) på Brookes klänning. Brooke tolkar det som att Brooke fortfarande bryr sig om henne. Efter att hon hör från Lucas att Peyton inte ska gå på balen, tror hon att något är lurt och hon åker till hennes hus. Ytterdörren är låst så hon går till baksidan där det finns en gömd nyckel. Derek får syn på henne och när Brooke går ner i Peytons källartrappa och ser Peyton fastbunden, tar han ett halsgrepp om henne och binder fast henne också. När Peyton frågar henne vad hon gör där svarar hon att det är för att de har talat om balen sedan de var åtta, hon visste att något var fel om Peyton inte skulle gå. Peyton lyckas övertala Derek att hon får döda Brooke, men hugger istället honom. Peyton försöker få loss Brooke från repen, men när Derek börjar röra sig och ställa sig upp, säger Brooke till henne att springa vilket hon gör. I sitt rum börjar Peyton slå och sparka Derek och straffar honom för allt han gjort, men han är starkare än hon och försöker våldta henne, men då kommer Brooke in och slår honom med en yxa. De fortsätter slåss fram till trapporna, när Brooke ställer sig på alla fyra och säger till Peyton "8th grade cheer camp" (åttonde klassen hejaklacksläger) och Peyton sparkar Derek så att han faller över Brooke ner för trappan. De går tillsammans ner för trappan för att se hans kropp. Brooke är försiktig och säger att de hoppar alltid upp igen, och det gör han men Peyton sparkar honom. De blir vänner igen när Brooke säger, "I guess it's hoes over psychos now" (jag antar att det är horor över psykopater nu). De går på balen tillsammans där Brooke är vald till balens drottning. Dagen efter i skolan, träffar Brooke Chase igen och han säger att han har försökt ringa henne efter att hon var uppbunden av Ian Banks. Brooke ignorerade Chase men de blir snart pojkvän och flickvän igen och de har sex på avslutningsfesten. Hon blir gudmor åt Haley och Nathans nyfödda son James Lucas Scott.

### Säsong 5
I den kommande säsongen har Brooke gått från en vild, highschool-festtjej till en stor New York-modedesigner och modecelebritet. Hon har expanderat sin klädlinje Clothes/Bro's och är älskad av sina fans. Hon är jagad av paparazzi och känner av alla saker man får genom kändisskap. De senaste fyra åren har Brooke fått allt hon har drömt om och mycket mer. Denna säsongen kommer hon lära sig om succé och pengar är allt och om det är värt att ge upp andra saker i sitt liv.

## Trivia
- Den enda som hon ser som en vuxen förebild är Karen.

- Brookes föräldrar har varit frånvarande mesta delen av hennes liv. De är nästan alltid borta på resor i jobbet, lämnandes Brooke ensam i deras gigantiska hus i Tree Hill. Hennes föräldrars frånvaro har stor del i varför Brooke känner sig så osäker när det gäller kärlek och varför hon känner att hon inte är bra nog.

- Brooke gillar att hitta på smeknamn åt sina vänner. Hon kallar Lucas för "Broody" och "Boyfriend", Peyton "Best Friend", "P.Sawyer", "Curly Head" och "Fake Blondie", Haley "Tutor Girl", "Tutor Wife" och "Tutor Mom", Nathan "Married Guy och Mouth "Buddy" eller "Lips". Hon kallar ibland alla sina vänner "Friend".

- Lucas kallar Brooke för "Cheery" och "Pretty Girl", Peyton kallar henne "B.Davis" och Haley kallar henne för "Tigger", medan Nathan bara kallar henne Brooke.

- Brooke Davis hårstil och färg ändras ofta baserad på vad för roll Sophia Bush spelar i olika filmer eftersom Sophia har spelat in åtminstone en film per år sedan pilotavsnittet av One Tree Hill. I säsong tre när Brooke hade det mörka håret med lugg var det för att Sophia samtidigt spelade in Stay Alive.

- Brooke har bara sagt I love you (jag älskar dig) till en kille, Lucas Scott men hon sa I love you for it (jag älskar dig för det) till Chase.

- Brooke har aldrig dejtat en blond kille i serien förutom Lucas. Hon brukar ofta till synes dejta hans motsatser. Felix i säsong två, som var som en manlig kopia av Brooke. Nick i säsong fyra, en modell och lärare som gav henne dyra gåvor och Chase i säsong fyra, en oskuld som är nästan en för perfekt pojkvän.

- Brookes smeknamn när hon var på läger var 'Mouth' eftersom hon alltid sov med öppen mun. Hon berättade detta för Mouth när hon fick reda på att han hette det.

- Brooke och Peytons motto och löfte till varandra är "Hoe's over Bro's" vilket de fortsätter säga till varandra, men båda har brutit.

- Efter att hon fick stöd av Haley att göra sin egen klädlinje och sälja dem på Internet, sa hon "Clothes Over Bro's" som ett skämt. Detta blev namnet på Brookes klädmärke.

- Har varit bästa vän med Peyton Sawyer sedan de var nio, när Brooke kunde komma till Peyton mitt i natten för att trösta henne efter hennes mammas död.

- Brooke kör två Volkswagen New Beetle Convertibles i serien - en 2003 (Seasons 1-3) och en 2007 (Season 4). I 3x14 är hyrbilen hon kör till NY med Peyton och Haley en 2006 Chevrolet HHR.